# 24148 Mychajliw
24148 Mychajliw là một tiểu hành tinh vành đai chính với chu kỳ quỹ đạo là 1401.5262543 ngày (3.84 năm).
Nó được phát hiện ngày 14 tháng 11 năm 1999.